# 凱薩琳·科西妮
凱薩琳·科西妮（法語：Catherine Corsini；1956年5月18日—）是法國電影導演、編劇與演員。2021年以電影《破裂》(La Fracture)獲得第74屆坎城影展酷兒金棕櫚獎。

## 生平
凱薩琳·科西妮曾分別以《未了情未了》(2001)及《破裂》(2021)兩度進入坎城影展正式競賽單元。

### 私人生活
科西妮的伴侶為製片Elisabeth Perez，她曾參與製作過科西妮的數部電影作品。

## 電影作品
- 1988年：《撲克（法语：Poker (film)）》(Poker)
- 1994年：《三個世界（法语：Les Amoureux (film, 1994)）》(La Nouvelle Ève)
- 1999年：《新夏娃（法语：La Nouvelle Ève (film)）》(La Nouvelle Ève)
- 2001年：《未了情未了（法语：La Répétition (film, 2001)）》(La Répétition)
- 2003年：《別太投入》(Mariées mais pas trop)
- 2006年：《野心勃勃（法语：Les Ambitieux (film, 2006)）》(Les Ambitieux)
- 2009年：《為愛遠離（英语：Leaving (2009 film)）》(Partir)
- 2012年：《三個世界（英语：Three Worlds (film)）》(Trois mondes)
- 2015年：《激情夏戀（英语：Summertime (2015 film)）》(La Belle Saison)
- 2018年：《不可能的愛（英语：An Impossible Love）》(Un amour impossible)
- 2021年：《破裂（英语：La fracture）》(La Fracture)
- 2023年：《科西嘉的那個夏天（法语：Le Retour (film, 2023)）》（Le Retour）

## 外部連結
- 凱薩琳·科西妮在互联网电影资料库（IMDb）上的資料（英文）